# مثبط ديوكسجيناز 4-هيدروكسي فينيل بيروفات
مثبط ديوكسجيناز 4-هيدروكسي فينيل بيروفات هي فئة من مبيدات الأعشاب التي تمنع النمو في النباتات عن طريق منع إنزيم الديوكسجيناز 4-هيدروكسي فينيل بيروفات، وهو إنزيم في النباتات يقوم بتكسير الحمض الأميني التيروزين إلى جزيئات تستخدمها النباتات في تكوين الجزيئات الأخرى التي تحتاجها النباتات. وتُعد عملية تكسير أو تقويض جزيئات المواد وصنع جزيئات جديدة من نواتج هذا التكسير، أو التخليق الحيوي هو شيء تفعله جميع الكائنات الحية.
طُرحت مثبطات الديوكسجيناز 4-هيدروكسي فينيل بيروفات لأول مرة في السوق في عام 1980 على الرغم من أن آلية عملها لم تكن مفهومة حتى أواخر تسعينيات القرن العشرين. استُخدمت هذه المواد في الأصل في اليابان في إنتاج الأرز، ثم استُخدمت في أوروبا وأمريكا الشمالية بدءًا من أواخر تسعينيات القرن العشرين في محاصيل الذرة وفول الصويا والحبوب. وفي العقد الأول من القرن الحادي والعشرين أصبحت الأعشاب أكثر مقاومة للغليفوسات ومبيدات الأعشاب الأخرى، ويجري حاليًا تطوير المحاصيل المعدلة وراثيا بحيث تكون مقاومة لمثبطات الديوكسجيناز 4-هيدروكسي فينيل بيروفات. كان دواء نيتيسينون الموجود بالأسواق يطوّر في الأصل كمبيد أعشاب ينتمي لهذه الفئة من مبيدات الأعشاب، ويستخدم حاليًا لعلاج مرض يتيم هو مرض فرط تيروزين الدم من النوع الأول.
يمكن تصنيف مثبطات ديوكسجيناز 4-هيدروكسي فينيل البيروفات إلى ثلاثة أطر كيميائية أساسية، وهي: البيرازولونات، والديكيتونيتريلات، والتريكيتونات. تعتمد فئة التريكيتونات على مادة كيميائية تصنعها بعض النباتات للدفاع عن نفسها تسمى ليبتوسبيرمون. عملت شركات مثل سينغنتا وباير على تطوير هذه الفئة من المركبات، ولا زالت تعمل على تطوير المزيد من المثبطات.

## آلية العمل
أسيء فهم آلية عمل مثبطات إنزيم ديوكسجيناز 4-هيدروكسي فينيل بيروفات على مدار العشرين عامًا الأولى من بيع هذه المنتجات، بدءًا من عام 1980، إذ كان يُعتقد في الأصل أنها مثبطات لأكسيداز البروتوبورفيرينوجين (البروتوكس).
إنزيم ديوكسجيناز 4-هيدروكسي فينيل البيروفات هو إنزيم موجود في كل من النباتات والحيوانات، والذي يحفز هدم حمض التيروزين الأميني. يؤدّي منع انهيار التيروزين إلى حدوث ثلاث نتائج سلبية، وهي: إن فائض التيروزين سيعيق النمو، وسيعاني النبات من ضرر مؤكسد بسبب نقص التوكوفيرول (فيتامين هـ)، وسيتم تدمير الكلوروفيل بسبب نقص الكاروتينات التي تحميه. ومن ثم تتحول النباتات إلى اللون الأبيض دون تشوه بسبب الفقد الكامل للكلوروفيل، مما أدى إلى تصنيف مركبات من هذه الفئة باعتبارها مبيدات أعشاب مبيضة، وكذلك تُصنّف مثبطات البروتوكس.
يمنع تثبيط إنزيم ديوكسجيناز 4-هيدروكسي فينيل البيروفات بشكل أكثر تحديدًا تكوين نواتج عمليات الانهيار التي تتمثل في حمض الهوموجنتيسيك، والذي يعد بدوره مقدمة رئيسية للتخليق الحيوي لكل من التوكوفيرول والبلاستوكينون. ويعتبر البلاستوكينون بدوره عاملاً مساعدًا مهمًا في تكوين الكاروتينات التي تحمي الكلوروفيل في النباتات من التلف بسبب أشعة الشمس.
تمثل هذه الفئة من مبيدات الأعشاب أحد الاكتشافات الأخيرة لطريقة عمل جديدة لمبيدات الأعشاب في موجة الاكتشاف التي انتهت في أواخر تسعينيات القرن العشرين.

## المقاومة في الحشائش
كانت مقاومة الحشائش لمبيدات الأعشاب التي تنتمي إلى فئة مثبطات ديوكسجيناز 4-هيدروكسي فينيل البيروفات قليلة جدًا حتى عام 2011، وفي عام 2010 طورت حشائش القنب المائي مقاومة لهذه الفئة من مبيدات الأعشاب في موقعين مختلفين بالولايات المتحدة الأمريكية في ولاية أيوا وولاية إلينوي.